# Tetrarhanis kigezi
Tetrarhanis kigezi är en fjärilsart som beskrevs av Henry Stempffer 1956. Tetrarhanis kigezi ingår i släktet Tetrarhanis och familjen juvelvingar. Inga underarter finns listade i Catalogue of Life.